# Carolin Wagner

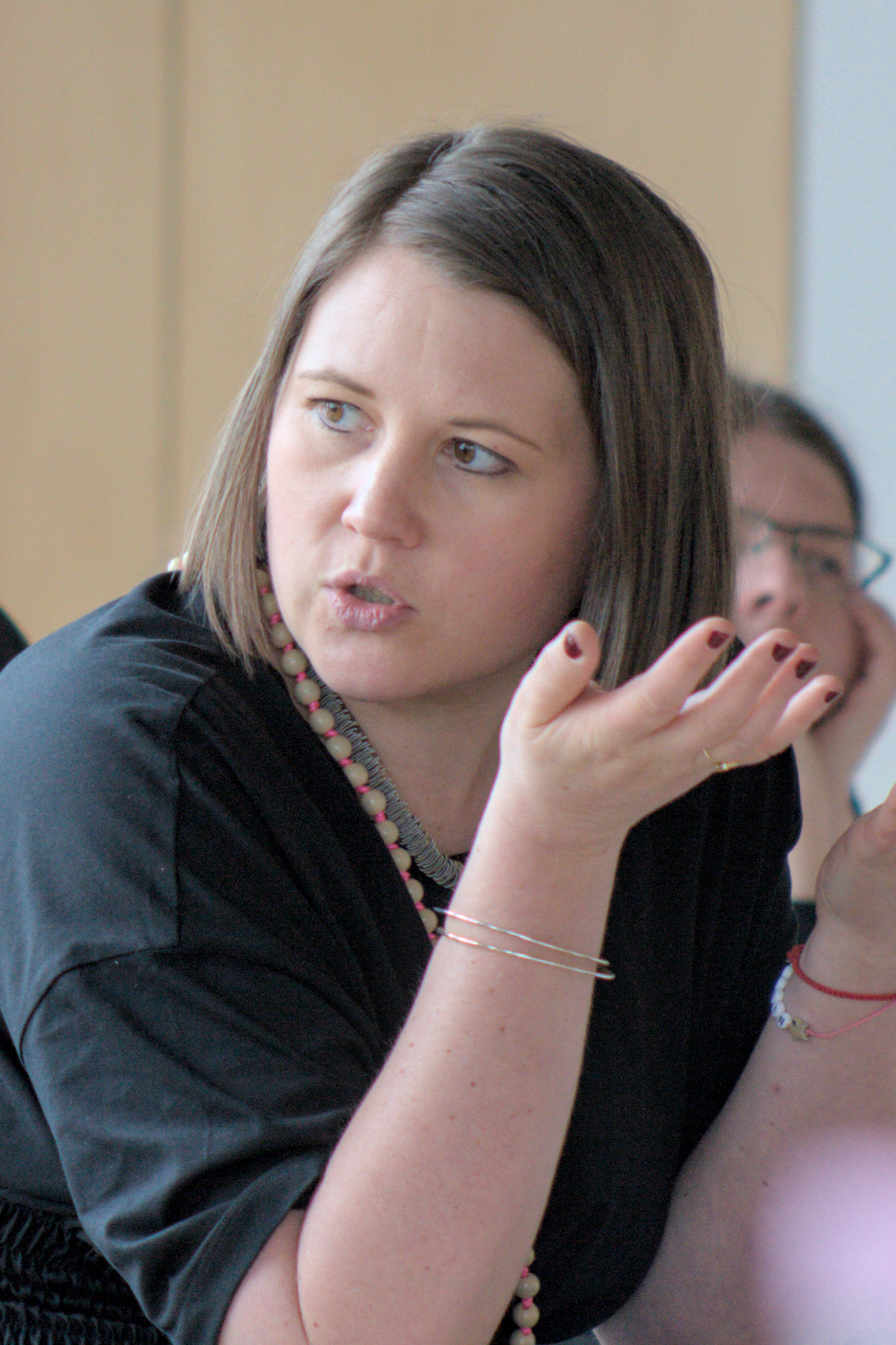
Carolin Wagner (2025)

Carolin Wagner (geb. Hagl; * 1. Oktober 1982 in Heidelberg) ist eine deutsche Politikerin (SPD). Sie ist seit 2021 Mitglied des Deutschen Bundestages.

## Leben und Beruf
Wagner wuchs in Altenstadt an der Waldnaab als Tochter einer Gewerkschaftsfamilie mit zwei Geschwistern auf. Ihr Vater war Gewerkschaftssekretär bei der IG Bergbau, Chemie, Energie und ihre Mutter hat vor der Elternzeit für den Deutschen Gewerkschaftsbund und danach beim Landgericht gearbeitet. Nach dem Abitur studierte sie ab 2002 an der Universität Regensburg Germanistik, Politikwissenschaften und Pädagogik. 2012 promovierte sie in Deutscher Sprachwissenschaft mit dem Thema Orte politischer Bildung im Netz. Politischer Kinder-Online-Sachtext als Hypertextsorte. Parallel dazu war sie Studiengangkoordinatorin am Institut für Germanistik an der Universität Regensburg. 2013 wechselte sie an die Ostbayerische Technische Hochschule Amberg-Weiden, an der sie Leitung der Allgemeinen Studien- und Karriereberatung war.

## Politische Tätigkeiten
Wagner ist seit 2004 SPD-Mitglied. Seit 2017 ist sie Mitglied des Landesvorstandes der BayernSPD. Seit 2019 ist sie gemeinsam mit Ismail Ertug die Doppelspitze im Bezirksverband der OberpfalzSPD. Zudem ist sie Vorsitzende des Ortsverbandes Kareth. Nach langjähriger Juso-Tätigkeit unter anderem als Bezirksvorsitzende der Oberpfalz unterstützt sie die Arbeit der Arbeitsgemeinschaft sozialdemokratischer Frauen.
Bei der Bundestagswahl 2021 erreichte sie im Bundestagswahlkreis Regensburg hinter dem CSU-Kandidaten Peter Aumer (35,3 % der Erststimmen) mit 16,6 % der Erststimmen den zweiten Platz und verpasste damit das Direktmandat. Jedoch zog sie über Platz 22 der Landesliste der BayernSPD in den 20. Deutschen Bundestag ein. Wagner war in dieser Legislaturperiode Mitglied des Ausschusses für Bildung, Forschung und Technikfolgenabschätzung. Außerdem war sie Mitglied im Ausschuss für Digitales und stellvertretendes Mitglied im Finanzausschuss. 
Seit September 2023 steht Wagner zusammen mit Carsten Träger an der Spitze der SPD-Landesgruppe Bayern im Deutschen Bundestag. 
Zur Bundestagswahl 2025 trat Wagner im Bundestagswahlkreis Regensburg an. Sie erreichte dort mit 13,0 Prozent der Erststimmen Platz 4. Über Listenplatz 8 der Landesliste der BayernSPD erreichte sie den Einzug in den 21. Deutschen Bundestag. Im Rahmen der Koalitionsverhandlungen mit CDU und CSU war Wagner Teil der Verhandlungsgruppe "Digitales".
Sie ist ordentliches Mitglied im Ausschuss für Digitales und Staatsmodernisierung sowie im Ausschuss für Forschung, Technologie, Raumfahrt und Technikfolgeabschätzung. 
Außerdem ist sie stellvertretendes Mitglied im Ausschuss für Bildung, Familie, Senioren, Frauen und Jugend sowie im Petitionsausschuss.

## Politische Positionen
Am 3. Juni 2022 stimmte sie als eine von neun Abgeordneten der SPD-Fraktion gegen das Sondervermögen Bundeswehr. Ende August 2022 forderte sie mit anderen linken SPD-Politikern einen Modus Vivendi mit Russland unter Putin und ein Ende weiterer Waffenlieferungen an die Ukraine.

## Mitgliedschaften
Wagner ist im Vorstand der Pro familia Regensburg. Durch Mitgliedschaften unterstützt sie zudem die Gewerkschaft Erziehung und Wissenschaft, die Arbeiterwohlfahrt, den FES-Ehemalige e. V., den DRF e. V., die Freiwillige Feuerwehr Kareth, den Presseclub Regensburg, Strohhalm, die KJF der Diözese Regensburg und die Johanniter-Unfall-Hilfe.

## Privates
Wagner ist römisch-katholischer Konfession, verheiratet und Mutter zweier Kinder. Sie wohnt in Lappersdorf.